# Le Charlatan (film, 1901)
 (juillet 2025).
Pour les articles homonymes, voir Le Charlatan.
Pour plus de détails, voir Fiche technique et Distribution.
Le Charlatan est un court métrage français réalisé par Georges Méliès, sorti en 1901, au début du cinéma muet.